# Conde de Águeda
Conde de Águeda é um título nobiliárquico criado por D. Carlos I de Portugal, por Decreto de 4 de Fevereiro de 1905, em favor de Manuel Homem de Melo da Câmara.
Titulares
1. Manuel Homem de Melo da Câmara, 1.º Conde de Águeda.

Após a Implantação da República Portuguesa, e com o fim do sistema nobiliárquico, usou o título: 
1. João Manuel Lagos Homem de Melo, 2.º Conde de Águeda.